# Agatha de la Myle
Agatha Lovisa de la Myle, född Brumengeber eller Brunnengräber 30 augusti 1724 i Kurland, död 1 september 1787 i Åbo i Finland, var en baltisk-finländsk författare (poet) och brevskrivare. 
Agatha Lovisa de la Myle var dotter till prästen Anders Brumengeber och gift 1750 med sin systerson (eller kusin) kapten Carl Johan de la Myle. Hon var från 1762 bosatt i Finland. Hon skrev poesi på tyska och lettiska med hvilka snillegåfvor hon förenade en liflig känsla för religion och dygd, och brevväxlade med bland andra professor Gellert i Leipzig. Hon utgav "Lofqväden" , som utgavs till Gustav III:s kröning och revolution 1772. Hon författade en hyllningsdikt på tyska till Peter III av Rysslands födelsedag 1763 för Elisabet av Rysslands räkning. Hon författade 1776 ett ode till Gustav III; det finns i ett brev till Gjörwell där hon ber honom ingripa till förmån för sin son Fredriks karriär (Fredrik bodde under denna tid hos Gjörwell som fosterbarn), men det är okänt om det publicerades. Hon författade på tyska, och behärskade möjligen inte det svenska språket. Hon agerade möjligen mecenat för författaren Henrik Gabriel Porthan. Enligt hennes son Fredriks begravningsdikt över henne författade hon också två dikter för hertig Ernst Biron av Kurland, ett poem på tyska från 1764 och ett på lettiska. Hon publicerade en prosadikt med förord av Gjörwell i Kongl. Bibliotekets Tidningar om Lärda Saker 1767. Likt Gjörwell var hon anhängare av den så kallade radikalpietismen. Kellgren kallade henne "Anacreons mor, den Corländska Sappho". 